# Јесења изложба УЛУС-а (2008)
Јесења изложба УЛУС-а (2008) одржала се у периоду од 27. новембра до 15. децембра 2008. године, у галеријском простору Удружења ликовних уметника Србије, односно у Уметничком павиљону "Цвијета Зузорић". Уредница каталога и организаторка ове изложбе, била је Наталија Церовић.

## Уметнички савет УЛУС-а
- Весна Голубовић
- Срђан Ђиле Марковић
- Данкица Петровска
- Срђан Вукајловић
- Миланко Мандић
- Милена Максимовић Ковачевић
- Марко Калезић
- Мирослав Савић

## Излагачи
1. Мира Антонијевић
2. Ристо Антуновић
3. Александра Ацић
4. Новица Бабовић
5. Бојан Бикић
6. Наташа Будимлија Марковић
7. Јармила Вешовић
8. Биљана Вуковић
9. Сузана Вучковић
10. Иван Грачнер
11. Оливера Грбић
12. Драган Добрић
13. Маја Ђокић
14. Зоран Ђорђевић
15. Милош Ђорђевић
16. Живана Ђукић Костић
17. Александар Ђурић
18. Синиша Жикић
19. Драган Игњатовић
20. Ивана Јакшић
21. Зоран Јовановић Добротин
22. Добрица Камперелић
23. Гордана Каљаловић
24. Весна Кнежевић
25. Владислава Крстић
26. Зоран Круљ
27. Слободан Кузмановић
28. Мирјана Крстевска
29. Велизар Крстић
30. Драган Марковић
31. Јелена Марковић
32. Момчило Марковић
33. Раде Марковић
34. Ранка Марковић
35. Маријана Маркоска
36. Надежда Марковски
37. Немања Марунић
38. Бранка Милић
39. Јона Миковић
40. Ера Миливојевић
41. Ана Милосављевић
42. Милан Милосављевић
43. Лепосава Милошевић Сибиновић
44. Борислава Недељковић Продановић
45. Љубица Николић
46. Ненад Николић
47. Елизабета Новак
48. Јелица Обођан
49. Маријана Оро
50. Бојан Оташевић
51. Иван Павић
52. Ружица Беба Павловић
53. Зоран Пантелић
54. Јосипа Пашћан
55. Саво Пековић
56. Гордана Петровић
57. Милица Петровић
58. Димитрије Пецић
59. Рајко Попивода
60. Живомир Поповић
61. Мице Поптсис
62. Ставрос Поптсис
63. Слободан Радојковић
64. Симонида Радоњић
65. Матија Рајковић
66. Балша Рајчевић
67. Милица Ракић
68. Драгана Станаћев Пуача
69. Михаило Станисавац
70. Милан Станков
71. Ана Станковић
72. Никола Станковић
73. Јованка Станојевић
74. Љиљана Стојановић
75. Војислава Танурџић Белић
76. Милан Тепавац
77. Станка Тодоровић
78. Томислав Тодоровић
79. Рената Трифковић
80. Александра Ћосић Маринковић
81. Мирољуб Филиповић
82. Тијана Фишић
83. Ана Церовић
84. Зоран Чалија
85. Гордана Чекић
86. Никола Шиндик